# Distrito de Pitumarca
El distrito peruano de Pitumarca es uno de los ocho distritos de la provincia de Canchis, ubicada en el departamento de Cuzco, bajo la administración el Gobierno regional del Cuzco.

## Historia
Fue creado mediante Ley No.629 del 11 de noviembre de 1907, en el gobierno del Presidente José Pardo y Barreda.

## Geografía
Está ubicado en 3 570 m s. n. m.; con una superficie de 1 117,54 km² y una población de 7 000 habitantes (censo de 2007), posee una densidad de 6,3 habitantes/km².

## Atractivos Turísticos de Pitumarca
Distrito de Pitumarca, la nueva ventana turística en la ciudad del Cusco. Es la zona más visitada por los viajeros. Descubre los distintos puntos de interés que puede visitar durante su estadía en Cusco.  
- Iglesia San Miguel.
- Santuario de Machupitumarca.
- Laguna Sibinacocha.
- Nevado Ausangate.
- Cueva de la Novia.
- Apu Labrayani.
- Montaña de Vinicunca.

## División administrativa
Este distrito está dividido en cuatro comunidades: Consachapi, Ccapacchapi, Ilave y Pampachiri.

### PRESIDENTES COMUNALES DEL DISTRITO DE PITUMARCA
- 1.	PAMPACHIRI: Florencio Huanca Huanca

- 2.	ILAVE: Elías Cenzaya Bellido

- 3.	CCAPACCHAPI: Alfredo Crisostomo Quispe Quispe

- 4.	CONSACHAPI: Winston Cusimayta Quispe

- 5.	ANANISO:  Narciso Huaraya Choqque

- 6.	Osefina: Sebastian Quispe Mamani

- 7.	ochollocllo: Julian Huamán Huanca

- 8.	Sallani: Silvestre Huamán cjumo

- 9.	Chillca: Julian Huanca Chuquichampi

- 10.	Sibina sallma: Raul Yaba

- 11.	Phinaya: Carlos Zolorzano Falconi

## Autoridades
- Actual alcalde Alex Huamán Hancco (2023-2026)
- 2019-2022 Benigno Fredy Vengoa Caro
- 2015-2018 Teodocio Huancachoque nieto

- 2011-2014[1]
  - Alcalde: Benigno Fredy Vengoa Caro, del Movimiento Regional Acuerdo Popular Unificado (APU).
  - Regidores: Daniel Gonzalo Condori (APU), Mario (APU), Lucio Pablo Huamán Huanca (APU), Francisco Mamani Cruz (APU), Francisco Zavaleta Mamani (Movimiento Regional Pan).
- 2007-2010: Alcalde: Manuel Jesús Zvietcovich Álvarez.
- 2003-2006: Alcalde: Oliver.

## Festividades
- Corpus Christi
- Machupitumarka.
- Virgen de la Natividad.